# Isabel Garcia

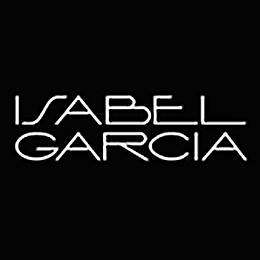
Логотип Isabel Garcia

Isabel Garcia — міжнародний бренд модного одягу, заснований у 2009 році.
Має 9 бутиків у Росії та 4 у Казахстані. Має салон у Мінську, Баку, Ташкенті, Бішкеці та Кишиневі. Бренд орієнтований на жінок від 20 до 50 років.
Штаб-квартира торгівельної марки та головні виробничі центри розташовані в Болоньї, Італія. Бренд має свій інтернет-магазин та, у минулому, по одному магазину в Італії та Франції, п'ять магазинів в Україні, з яких станом на 2025 рік відкриті лише два. Станом на березень 2015 року, в компанії працювало понад 200 співробітників.
Бренд представлений трьома основними лініями — Gold Label, Isabel Garcia та Isabel Red Isabel, в кожному з них крім одягу є та аксесуари. Колекція Gold Label дебютувала у вересні 2014 року під час Лондонського тижня моди. Він відбувся у Freemasons’ Hall у Лондоні та був висвітлений британським Vogue.
Компанія дотримується принципу «Прямо з подіуму — в гардероб». В її колекціях елементи високої моди лінії Gold Line перетворюються в наряди прет-а-порте за доступними цінами.